# Marcin Burkhardt
Marcin Burkhardt, né le 25 septembre 1983 à Elbląg, est un footballeur professionnel polonais. Il occupe le poste de milieu de terrain. 
Il est le frère de Filip, joueur de l'Arka Gdynia, et le fils de Jacek, ancien footballeur à l'Olimpia Poznań.

## Biographie

### Des débuts prometteurs
Marcin Burkhardt commence le football à l'Olimpia Poznań, et y joue en junior jusqu'en 2000. Il rejoint ensuite l'Amica Wronki et intègre l'équipe réserve à son arrivée. Un an plus tard, il devient professionnel et joue son premier match en championnat le 16 septembre 2001 contre le Dyskobolia Grodzisk Wielkopolski, quelques jours avant de fêter ses dix-huit ans. Le jeune joueur navigue alors entre la réserve et le groupe pro, qui finit troisième de première division. La saison suivante, il joue plus régulièrement et devient un joueur clé de son équipe, qui s'arrête au deuxième tour de la Coupe UEFA contre Málaga. Il découvre ensuite la sélection nationale, le 14 février 2003 face à la Macédoine (victoire trois à zéro). Il continue à jouer autant les deux saisons suivantes, avant d'être suspendu par son club et relégué en équipe réserve en 2005, pour avoir bu de l'alcool lors de la préparation estivale d'avant saison. Il est donc placé sur la liste des transférables.
Marcin Burkhardt est alors prêté au Legia Varsovie. Il s'y impose facilement, ce qui pousse le Legia à vouloir l'acheter définitivement. Le club de la capitale dépense plus de six cent mille euros, ce qui constitue le transfert le plus élevé du club. 

### Déçoit les espoirs placés en lui, en Pologne et en Ukraine
Mais il perd sa place à Varsovie, et ne joue que douze matches de championnat. La saison suivante est similaire pour Burkhardt, qui voit du banc ses coéquipiers gagner la coupe nationale. En 2008, il est poussé vers la sortie par le Legia.
Le 31 mars 2008, il rejoint l'IFK Norrköping en Suède. Joueur important du club, il le quitte après une saison et quart pour le Metalist Kharkiv. Après avoir joué sept matches avec l'équipe ukrainienne, il est prêté en février 2010 et pour six mois au Jagiellonia Białystok. Initialement remplaçant, il gagne petit à petit sa place. Qualifié pour la Ligue Europa 2010-2011 grâce à sa victoire en coupe nationale, son prêt est prolongé de six mois, puis se transforme en transfert définitif.

## Palmarès
- Champion de Pologne : 2006
- Vice-Champion de Pologne : 2008
- Vainqueur de la Coupe de Pologne : 2010
- Vainqueur de la Supercoupe de Pologne : 2010
- Vainqueur de la Coupe de Bulgarie : 2015